# 碧侯溫泉
碧侯溫泉位於臺灣宜蘭縣南澳鄉，又稱比亞豪溫泉，位置約位於南澳北溪附近。

## 泉質
碧侯溫泉水質清澈，水均溫45℃左右，酸鹼值約為pH7-8，為弱鹼性碳酸。

## 歷史
碧侯其名來自原住民部落名。其源頭南澳北溪為台灣少見未具污染的河流。但因該泉池容易被沖毀，旅客必須自掘簡易泡池，因此旅客並不多。而後原住民族委員會補助及宜蘭縣政府、南澳鄉公所部分配合經費，共新臺幣8,300萬元建置新的溫泉園區，於2022年7月18日啓用。

## 交通
- 大眾運輸

可搭乘火車或巴士前往台鐵南澳站再轉乘計程車前往，該泉離南澳站約五公里。
- 開車

台九線蘇花改或台九丁線蘇花公路抵南澳轉宜55線鄉道，至碧侯右轉產業道路前往，該溫泉附近有其流籠頭地標。

## 引據
1. ↑  .   [2023-03-27]. （原始内容存档于2023-03-27）.
2. ↑  中国旅游出版社资讯室. . 北京：中国旅游出版社. 2016.06: 698. ISBN 978-7-5032-5631-8.
3. ↑  .   [2023-06-30]. （原始内容存档于2023-06-30）.
4. ↑  .   [2023-03-27]. （原始内容存档于2023-03-28）.
5. ↑  .   [2023-06-30]. （原始内容存档于2023-06-30）.